# ISO 14001

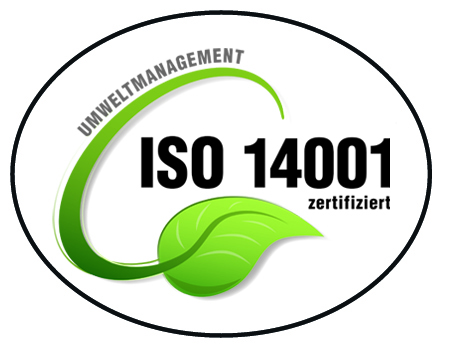
Logo

Die internationale Umweltmanagementnorm ISO 14001 legt weltweit anerkannte Anforderungen an ein Umweltmanagementsystem fest und ist Teil einer Normenfamilie über Umweltmanagement. Diese beinhaltet zahlreiche weitere Normen zu verschiedenen Bereichen des Umweltmanagements, unter anderem zu Ökobilanzen, zu Umweltkennzahlen bzw. zur Umweltleistungsbewertung. Sie kann sowohl auf produzierende als auch auf dienstleistende Unternehmen angewendet werden. Eine solche Zertifizierung ist für drei Jahre gültig, dann muss eine Re-Zertifizierung durchgeführt werden. Zwischen den Zertifizierungen finden jährlich Überwachungsaudits statt.

## Ziel der Norm
Die ISO 14001 legt einen Schwerpunkt auf einen Kontinuierlichen Verbesserungsprozess als Mittel zur Erreichung der jeweils definierten Ziele in Bezug auf die Umweltleistung einer Organisation (Unternehmen, Dienstleister, Behörde etc.). Der kontinuierliche Verbesserungsprozess beruht auf der Methode Planen-Ausführen-Kontrollieren-Optimieren (Plan–Do–Check–Act, PDCA):
- Planen: Festlegung der Ziele und Prozesse, um die Umsetzung der Umweltpolitik der Organisation zu erreichen.
- Ausführen: die Umsetzung der Prozesse.
- Kontrollieren: Überwachung der Prozesse hinsichtlich rechtlichen und anderen Anforderungen sowie Zielen der Umweltpolitik der Organisation; ggf. Veröffentlichung der Umweltleistung (des Erfolgs der Organisation in Bezug auf ihre Umweltschutzmaßnahmen).
- Optimieren: Falls notwendig, müssen die Prozesse korrigiert (angepasst) werden.

Hierzu soll ein Unternehmen eine betriebliche Umweltpolitik, Umweltziele und ein Umweltprogramm festlegen sowie ein entsprechendes Managementsystem aufbauen, das bei der Zielerreichung hilft. Als Unterstützung zur Beschreibung von Umweltauswirkungen hat sich die Stoffstromanalyse bewährt. Der Ansatz von Cleaner Production hilft, auf der Basis der Analyse von Stoff- und Energieströmen Optionen und Ziele zur Reduktion von Abfällen, Abwasser und Emissionen zu erarbeiten.
Um die gewünschte Umweltleistung erzielen zu können, soll die Organisation basierend auf ihrer Umweltpolitik (also ihren Zielsetzungen hinsichtlich Umweltschutz) im ersten Schritt ein Umweltmanagementsystem aufbauen und umsetzen. Durch regelmäßige Überprüfung der gesetzten (Umwelt-)Ziele und des Umweltmanagementsystems soll die kontinuierliche Verbesserung erreicht werden.
In der Norm wird ausdrücklich betont, dass sie keine absoluten Anforderungen für die Umweltleistung festlegt. Sie fordert aber die Einhaltung der Verpflichtungen, die sich die Organisation selbst in ihrer Umweltpolitik auferlegt hat. Allerdings, und das ist neu in der überarbeiteten ISO 14001, ist die Zusage erforderlich, auch geltende rechtliche Verpflichtungen einzuhalten. Die tatsächliche Einhaltung ist jedoch nicht erforderlich („Commitment to Compliance“ anstatt „Compliance“ im Originaltext).

## Weiterentwicklung
Die ISO 14001 ist im September 1996 erstmals von der Internationalen Organisation für Normung veröffentlicht worden (14001:1996). Am 16. Juni 2000 wurde in Stockholm die Überarbeitung der Norm beschlossen. Im Wesentlichen wurden mit dieser Überarbeitung zwei Ziele verfolgt:
- eine höhere Kompatibilität mit der Qualitätsmanagementnorm ISO 9001 und
- die Beseitigung von Unklarheiten und damit eine größere Anwenderfreundlichkeit

Am 15. November 2004 wurde die überarbeitete internationale Fassung (ISO 14001:2004) veröffentlicht. Neben der internationalen (nur in englischer Sprache vorliegenden) Fassung gibt es noch weitere Fassungen dieser überarbeiteten Norm, nämlich die europäischen Fassungen.

## Europäische Fassungen
Die ISO 14001 wurde vom Europäischen Komitee für Normung (CEN) als europäische Norm (EN) übernommen. Hierdurch besteht für alle Mitglieder der CEN die Verpflichtung, diese Norm unverändert zu übernehmen. In Deutschland gilt daher die DIN EN ISO 14001, in Österreich die ÖNORM EN ISO 14001:2015-11-15 und in der Schweiz die SN EN ISO 14001:2011-09.

## Zertifizierung
Die Zertifizierung erfolgt durch akkreditierte Zertifizierer. Nach Angaben der International Organization for Standardization (ISO) wurden bis Ende 2009 mindestens 223.149 Zertifikate basierend auf dem Regelwerk ISO 14001 international in 155 Ländern erteilt.
Zur ISO 14001 existieren weitere ISO-Normen als Leitlinien, z. B.
- ISO 14002-1: Leitlinien für die Nutzung von ISO 14001 zur Behandlung von Umweltaspekten und -zuständen innerhalb eines Umweltthemengebiets
- ISO 14004: Allgemeine Leitlinien zur Verwirklichung
- ISO 14005: Leitlinien für einen flexiblen Ansatz zur phasenweisen Verwirklichung
- ISO 14006: Leitlinien zur Berücksichtigung umweltverträglicher Produktgestaltung
- ISO 14007: Leitlinien zur Bestimmung von Umweltkosten und -nutzen
- ISO 14008: Monetäre Bewertung von Umweltauswirkungen und damit verbundenen Umweltaspekten
- ISO 14009: Leitlinien zur Einbeziehung der Kreislaufführung von Materialien bei Design und Entwicklung
- ISO 14031: Umweltleistungsbewertung – Leitlinien
- ISO 14040: Ökobilanz – Grundsätze und Rahmenbedingungen
- ISO 14053: Materialflusskostenrechnung – Anleitung zur praktischen Umsetzung in KMU